# Willer József (szótárszerkesztő)
Willer József (Kecskemét, 1905. szeptember 17. – Velence, 1944. december 16.) szakfordító, szótárszerkesztő, angol–német szakos középiskolai tanár.

## Szakmai életútja
Egyetemi tanulmányait 1924-ben kezdte meg a budapesti Pázmány Péter Tudományegyetem Bölcsészettudományi Karán, itt szerzett tanári és bölcsészdoktori oklevelet. Ezt követően gimnáziumi tanárként angol nyelvet tanított. Angol társalgási tanfolyamot vezetett. 1929 és 1938 között az Árpád Gimnázium angol-német szakos tanára volt. Emellett több angol nyelvkönyvet írt, szótárt szerkesztett  kollégájával, Bíró Lajos Pállal együtt. 1938-ban a VII. kerületi állami Madách gimnáziumhoz helyezték át. Az Aberdeeni Egyetem magisztere, szenátusának választó tagja, a Magyar Külügyi Társaság rendes tagja, a Magyar Diákkülügyi Bizottság skóciai képviselője volt. Állandó munkatársa volt az Új Magyar Vetésnek. Katonatisztként 1944. december 16-án halt meg Velencén.

## Fontosabb művei
- Rendszeres angol nyelvtan kezdők és haladók részére: Alaktan, az angol nyelv elemei. Budapest. Lingua Könyvkiadó és Könyvkereskedelmi R. T., (1939)
- Angol-magyar és magyar-angol szótár. Bíró Lajos Pállal. Athenaeum Kiadás. Hétszer adták ki.
- Rendszeres angol nyelvtan; Angol-magyar és magyar-angol szótár; Angol-magyar kéziszótár (1956)
- Magyar-angol kéziszótár (1956)
- Angol-magyar és magyar-angol iskolai és kéziszótár. Bíró Lajos Pállal. Budapest. Athenaeum, 1938. Utána 9 kiadás.
- Byron és a modern magyar eposz. Győr.
- Magyar-angol kéziszótár. Bíró Lajos Pállal. [Budapest]  Merényi Kiadó. (1996)